# Matrone de Pergé
Matrone de Pergé (en grec ancien : Ματρῶνα ἡ ἐκ Πέργης (Matróna i ek Pérgis)) ou Matrone de Constantinople est une sainte travestie et sainte vénérable byzantine ayant vécu au Ve siècle. 
Selon ses hagiographies, pour échapper à son mariage, à son époux et se consacrer à la vie religieuse, elle se déguise en eunuque et parvient à intégrer un monastère masculin. Remarquée au bout d'un certain temps par les moines, elle aurait été envoyée poursuivre sa vie monastique dans un monastère féminin, dont elle serait devenue l'higoumène. Pour échapper une nouvelle fois à son ancien époux, elle aurait quitté son monastère pour vivre en anachorète puis fonder une communauté dans les environs de Beyrouth. Enfin, elle serait revenue fonder un monastère à Constantinople.
Sa mémoire est commémorée le 9 novembre dans l'Église orthodoxe.

## Sources
Sa vie est connue par un texte du VIe siècle, la Vita de sainte Matrone, qui renseigne son hagiographie. La vie est considérée comme inventée dans de nombreux passages mais pourrait comporter des éléments de vraisemblance historique tout de même. La vie est d'un certain intérêt par la réutilisation du trope assez fréquent dans la littérature hagiographique de la période, du travestissement en eunuque,. Ce trope du travestissement est notamment utilisé par l'hagiographe pour faire de Matrone un personnage universel, à la fois moniale, eunuque et moine.

## Biographie
Selon les récits hagiographiques la concernant, Matrone serait née à Pergé au Ve siècle. Elle aurait été forcée par ses parents d'épouser un homme riche du nom de Dométien. Après avoir donné naissance à leur fille, Théodota, ils auraient déménagé à Constantinople. Là, Matrone, qui aurait eu vingt-cinq ans, se serait rendue fréquemment à l'église et aurait développé une foi profonde. Elle y aurait rencontré deux « anciennes », Susanna et Eugenia, qui l'auraient conseillée et poussée vers une vie plus ascétique, composée de jeûnes et d'abstinence sexuelle,,,. Elle aurait aussi cessé d'utiliser des cosmétiques et de prendre des bains,,. Dométien aurait pris ces nouvelles résolutions avec colère.
La sainte aurait longuement hésité à quitter son foyer, mais après avoir prié, elle aurait reçu un rêve envoyé par Dieu où elle aurait vu son époux la poursuivre, et où elle se serait dissimulée en se cachant parmi des moines, ce qui aurait empêché son époux de la retrouver. Elle aurait pris ce rêve pour un signe que Dieu lui conseillerait de rejoindre un monastère d'hommes pour échapper à son mariage. Matrone aurait donné sa fille, Théodota, à l'ancienne Susanna, pour qu'elle s'en occupe, puis aurait coupé ses cheveux et se serait changée en homme. Selon certaines versions, sa fille aurait été en bas âge, et repassant chez Susanna plus tard dans sa vie, elle aurait appris que Théodota serait morte, ce qui l'aurait « soulagée d'un poids ».
Elle se serait alors rendue au monastère constantinopolitain de saint Bassion et se serait présentée comme l'« eunuque Babylos » et aurait été admise parmi les moines. Selon les hagiographies, elle aurait été un moine exemplaire à cette période, ce qui aurait baissé les soupçons sur son travestissement. Cependant, elle aurait été remarquée, d'abord par un novice nommé Barnabas qui aurait vu une de ses oreilles percées. Ils auraient été en train de travailler dans les vignes du monastère, et l'interrogeant à ce propos, elle aurait répondu « Nous devons, frère, cultiver la terre et ne pas regarder d'autres personnes, ce n'est pas convenable pour un moine ».
Quelque temps plus tard, l'higoumène du monastère, qui aurait été saint Bassion lui-même, aurait eu un songe lui révélant qu'il s'agissait d'une femme. Cette révélation aurait été partagée à l'higoumène du monastère d'Abraham avoisinant, appelé Acace, qui l'aurait reçue à peu près en même temps que Bassion. Bassion aurait alors convoqué Matrone et l'aurait interrogée avec ferveur pour connaître les raisons de sa venue dans le monastère, cherchant surtout à savoir si elle cherchait à « corrompre » les moines ou à nuire à la réputation du monastère. Matrone aurait raconté sa vie à Bassion, en pleurant, en lui contant son mariage, le rêve qu'elle aurait reçu de la part de Dieu, et sa volonté de vivre une vie monastique. Bassion aurait alors été touché par ses propos et aurait décidé de l'envoyer à Emèse, dans un monastère féminin.
Arrivée à Emèse, dans ce nouveau monastère, elle aurait vécu là un certain nombre d'années, se perfectionnant dans la prière et la vie monastique. Sa sainteté aurait été remarquée par les autres moniales, qui l'auraient élue à l'unanimité après la mort de la précédente higoumène. Toujours selon les récits hagiographiques, elle aurait alors développé le don de guérison.
Cependant, sa renommée comme religieuse s'accroissant, son époux aurait fini par retrouver sa trace et aurait été en cours de route pour la retrouver. Matrone choisit de s'enfuir une nouvelle fois, cette fois-ci en passant d'Emèse à Jérusalem, au Sinaï puis dans les alentours de Beyrouth. Vers Beyrouth, elle se serait installée comme anachorète dans les ruines d'un temple polythéiste désaffecté. Sa renommée l'aurait suivie ici aussi, et elle aurait converti un certain nombre de polythéistes environnant son lieu de villégiature. Rapidement, elle aurait été de nouveau entourée de nombreuses novices et aspirantes à la vie monastique, ce qui l'aurait poussée à fonder un nouveau monastère. Pendant son séjour dans cette région, elle aurait accompli divers miracles et chassé les démons des ruines où elle se serait installée. 
Un nouveau rêve envoyé par Dieu lui aurait alors fait comprendre qu'elle avait accompli son but, et elle serait alors retournée à Constantinople. Dans la capitale, elle aurait reçu la bénédiction de Bassion, qui aurait été encore en vie, pour fonder un monastère. Elle aurait ainsi établi le futur monastère de sainte Matrone de Constantinople, et transféré les sœurs du monastère situé dans les environs de Beyrouth dans ce nouvel établissement.
Selon les récits hagiographiques, Matrone serait morte à l'âge de 100 ans.

## Célébrations
Sa mémoire est commémorée le 9 novembre dans l'Église orthodoxe,.